# كاترين لوكس
كاترين لوكس (بالألمانية: Katrin Lux)‏ (و. 1980  م) هي ممثلة نمساوية.

## وصلات خارجية
- كاترين لوكس على موقع IMDb (الإنجليزية)
- كاترين لوكس على موقع ديسكوغز (الإنجليزية)

- كاترين لوكس في قاعدة بيانات الأفلام على الإنترنت